# Laniarius fuelleborni
A Laniarius fuelleborni a madarak osztályának verébalakúak (Passeriformes) rendjébe és a bokorgébicsfélék (Malaconotidae) családjába tartozó faj.

## Rendszerezése
A fajt Anton Reichenow német ornitológus írta le 1900-ben, a Dryoscopus nembe Dryoscopus fülleborni néven. Tudományos faji nevét Friedrich Fülleborn német katona orvos tiszteletére kapta.

## Alfajai
- Laniarius fuelleborni fuelleborni (Reichenow, 1900)
- Laniarius fuelleborni usambaricus Rand, 1957[2]

## Előfordulása
Afrika keleti részén, Malawi, Tanzánia és Zambia területén honos. Természetes élőhelyei a szubtrópusi és trópusi síkvidéki és hegyi esőerdők, valamint cserjések és másodlagos erdők. Állandó, nem vonuló faj.

## Megjelenése
Testhossza 20 centiméter, testtömege 43-53 gramm.

## Természetvédelmi helyzete
Az elterjedési területe nagyon nagy, egyedszáma pedig stabil. A Természetvédelmi Világszövetség Vörös listáján nem fenyegetett fajként szerepel.